# Mehanizmi obrane
Mehanizmi obrane su tehnike kojima se Ego služi za obranu od nagona (tj. opasnih nagonskih pulzija) i nepodnošljive tenzije afekata.
Osnovni cilj je narcistička zaštita, izbjeći svaku vrstu nezadovoljstva, libido okrenuti ka Egu; i za adaptaciju na vanjski svijet.
Bitna funkcija psihičkog aparata sastoji se u ponovnom uspostavljanju ravnoteže poslije poremećaja koji je nastao pod utjecajem vanjskih impulsa i stresora. To se postiže, najprije, rasterećenjem napetosti koja je stvorena, a kasnije njenim "potiskivanjem". Kad god ne uspije održavanje ravnoteže, stvara se stanje opasnosti. Previše visoka napetost predstavlja najjednostavniji oblik stanja opasnosti.
Tri su tipa ego-anksioznosti: realna, neurotična i moralna.
Anksioznost se rješava korištenjem mehanizama obrane: nesvjesno ili distorzijom realiteta.
Razlikujemo ( po Vaillantu):
- najprimitivnije (psihotične obrane - halucinatorna projekcija, psihotično poricanje, iskrivljavanje). Česte su u snovima i projekcijama, i u djece do pete godine.
- narcističke obrane (nijekanje, primitivna idealizacija, projekcija, projektivna identifikacija, cijepanje, izvrtanje),
- nezrele obrane (acting out, identifikacija, introjekcija, projekcija, regresija, pasivno agresivno ponašanje, somatizacija, shizoidne fantazije, blok, hipohondrija),
- zrele ili zdrave obrane (altruizam, anticipacija, asketizam, sublimacija, humor, supresija),
- neurotske (disocijacija, izolacija, potiskivanje, premještanje, pomak, kontrola, inhibicija, intelektualizacija, racionalizacija, izolacija, reaktivna formacija, seksualizacija, eksternalizacija).

Konflikt među dijelovima psihičkog aparata (ida i superega) ili konflikt njih i društva, stvara stres i tjeskobu. Uključujući mehanizme obrane ego nastoji neutralizirati nastalu tjeskobu. Ego nastoji i konflikte i anksioznost ostaviti nesvjesnima.
Kada ego koristi mehanizme obrane?
1. kad je potrebno držati emocije unutar tolerantnih granica tijekom iznenadnih promjena u emocionalnom životu (npr. gubitak voljene osobe),
2. kad se ponovno uspostavlja fiziološka homeostaza odgađanjem ili preusmjeravanjem naglo pojačanih bioloških poriva, kao u adolescenciji kad su izraženije seksualna pozornost i agresivnost,
3. kad je potreban predah tijekom krupnih promjena u životu koje ne mogu odmah biti integrirane, kao u pubertetu, poslije opsežnih operacija, u napredovanju na poslu i
4. kad se treba uhvatiti u koštac s nerazriješenim konfliktima s važnim osobama, bilo živima ili umrlima.

Ego pokušava gratificirati koliko je god moguće više nagona ida bez ugroze od kažnjavanja bilo superega, bilo društva. Ako nije svjestan takvih želja, čovjek ne može prema njima izravno djelovati. Obrane ga štite od kazne zbog kršenja društvenih pravila. Također ga štite od osjećaja tjeskobe i krivice koji se javljaju zbog želje da se prekrše pravila koja donose roditelji i društvo.
Da bi bili djelotvorni, mehanizmi obrane moraju ostati nesvjesni.
Fiksacija se odnosi na sklonost očuvanju obrazaca ponašanja, emocija i misli kojima su se osobe služile u dotadašnjem životu. Fiksacije osobe određuju koji će se tipovi konflikata, možda, kasnije pojaviti (potaknuti stresorima) i određuju koji će se mehanizmi obrana kasnije primijeniti kao odgovor na stresore. Rane životne traume, a naročito gubici (stvarni, prijeteći ili osviješteni), mogu dramatično promijeniti razvoj ega. Rani gubitak predstavlja naročitu opasnost jer oštećuje još nezreli i krhki ego, kompromitira njegov razvoj i čini osobu podložnom maladaptivnim stresnim odgovorima u kasnijem životu.
Sve osobe prolaze nesvjesne konflikte.
Međutim, razlikuju nam se pojedini nagonski impulsi, zabrane, anksioznost i obrane od konflikta.
Psihijatrijske simptome možemo promatrati kao neuspješne obrane. Kad su simptomi istodobno i obrana od nagonskih impulsa i indirektna ekspresija tih impulsa, oni mogu postati vrlo tvrdokorni.
Simptomi pružaju nesvjesno olakšanje od nagonskih impulsa i energije superega (primarna dobit), a donose i dodatne koristi, kao što je priskrbljivanje posebne pažnje voljenih osoba ili liječnika (sekundarna dobit).

## Klasifikacija obrana
1. Potiskivanje je usmjereno prema id-sadržajima i željama., te impulsima i afektima. Potiskivanje je karakteristično za histeriju, premda se često javlja i u drugim psihoneurotskim i psihičkim poremećajima. Dakle, za potiskivanje je bitno da se nepoželjni instinktivni zahtjevi odstrane i drže izvan dosega svjesnoga. 
2. Pomak se odnosi na pomicanje ili premještanje osjećaja ili kateksa (investicija) poriva od jednog objekta na drugi koji se razlikuje od izvornog u nekom obliku ili kvaliteti. Kao obrana, pomak dopušta simboličnu reprezentaciju izvornih ideja ili objekata s drugom idejom ili objektom koji je slabije investiran i koji izaziva manje boli.
3. Reaktivna formacija jedna je od bazičnih ego-obrana koja osnažuje jedinku da očituje neprihvatljive impulse pretvarajući ih u sasvim suprotne oblike. Reakcija formacije jest obrana koja je karakteristična za opsesivno-kompulzivnu psihoneurozu, ali se susreće i u drugim psihoneurozama. U slučajevima kada se ova obrana veoma mnogo rabi na ranom stupnju psihoseksualnog razvoja, odnosno razvoja ega, ona se može odraziti kao sastavni dio karaktera.
4. Izolacija je obrambeni mehanizam posebno karakterističan za opsesivno-kompulzivu psihoneurozu u kojoj su elementi što pripadaju jedan drugome odvojeni i tako se posebno doživljavaju. Izolacija kao obrambeni mehanizam pripisuje se procesu cijepanja i odvajanja ideje, koje se sjećamo od afekta koji joj je pripadao i koji je potisnut.
5. Racionalizacija je nesvjestan proces gdje se osoba, u pokušaju da sakrije od sebe i od drugih motive svojeg aktualnog instinktivno obično determiniranog ponašanja, brani dajući najčešće vrlo uvjerljiva racionalna objašnjenja. U procesu racionalizacije postiže se kompromis koji je rezultat interakcije između primarnog i sekundarnog procesa mišljenja, pri čemu se popušta pred impulsima ili obranama: opravdanje treba da bude prihvatljivo za cijelu ličnost.
6. Intelektualizacija je kao obrana u veoma bliskoj vezi s racionalizacijom, a odnosi se na ekscesivnu upotrebu intelektualnih mogućnosti kako bi se izbjegli afektivni doživljaji i očitovanja.
7. Obrambeni mehanizam poricanja obilno se javlja u normalnom i u patološkom stanju ljudi. Razumljivo je da upotreba tog mehanizma može varirati i on je uvijek u odnosu prema afektu koji je udružen s idejom ili događajem. Ovaj obrambeni mehanizam ne može ni u kojem slučaju potjerati ideju ili afekt u nesvjesno. Prema tome, ova obrana zadržava do razumljive mjere djelotvornost ego-funkcija koje su u odnosu prema svjesnoj percepciji i u odnosu prema stvarnosti. Konzistentno slabljenje ovih funkcija ekscesivnom upotrebom poricanja može biti precipitirajući činilac u psihozi.
8. Negacijom opažaji ne dolaze u svjesno u svojem izvornom obliku, već u obliku negativa, tako da se opažaji nalaze u svjesnome, ali okrenuti u svoju suprotnost.  Čim se neka nepoželjni opažaj ili misao približi svijesti ili uđe u nju odmah se negira. Tako bolesnici koji su bolesni od najtežih bolesti ne poriču da su bolesni, ali su uvjereni da se radi o nekoj drugoj, lakšoj bolesti. 
9. Projekcija je obrambeni mehanizam, koji zapošljava nesvjesni dio ega, kroz koji se unutrašnji impulsi i osjećaji koji su neprihvatljivi ličnosti pripisuju vanjskom objektu i tada ulaze u svijest kao iskrivljena percepcija vanjskog svijeta. Ovaj mehanizam karakterističan je za psihotična stanja, ali se projekcija često javlja i pri normalnim stanjima te kod neuroza.
10. Koristeći se regresijom kao mehanizmom obrane ego se pokušava vratiti na jednu raniju fazu funkcioniranja libidnog razvoja kada su gratifikacije bile osigurane. Ego poduzima sve ove manevre u namjeri da se izbjegne napetost i konflikt koji je izazvan na sadašnjem stupnju razvoja. Ovdje treba naglasiti da je regresija mehanizam obrane koji se često javlja i kod normalnih osoba i u normalnim stanjima i zato ovaj mehanizam, ako se javlja pod određenim uvjetima, smatramo normalnom pojavom.
11. Koristeći se kontrafobičnim mehanizmom obrane ego pokušava udaljiti fobičnu anksioznost ekscesivnim, a katkad prenagljenom i preuveličanom aktivnošću, posebno u odnosu prema izvorima odakle dolazi strah ili briga za nešto što je u okviru fobičnog doživljavanja.
12. Proces introjekcije, u kojem su kvalitete voljenog objekta internalizirane i postaju dio vlastitog ega, igra bazičnu ulogu u ranom razvoju ega. Introjekcija služi kao obrana kada se upotrebljava u odstranjivanju ili brisanju razlika između subjekta i objekta. Kroz introjekciju je izbjegnuta bolna svijest o odvajanju ili o prijetnji gubitka koju subjekt pretpostavlja. 
13. Identifikacija koja igra veoma važnu, ključnu ulogu u ego-razvoju može također biti iskorištena kao obrambeni mehanizam pod određenim okolnostima. Identifikacija s voljenim objektom može poslužiti kao obrana protiv stvarne ili prijeteće separacije od objekta ili potpunog gubitka objekta. Najšire prihvaćen obrambeni mehanizam iz ovog kruga poznat je kao identifikacija s agresorom.
14. U uvjetima psihoanalitičkog liječenja "acting out" se pripisuje pražnjenju ili gratifikaciji nekih oblika nesvjesnih konflikata kroz akciju, bez svjesne spoznaje o izvorinim elementima samog konflikta i o njegovom porijeklu.
15. Uloga sublimacije izlazi široko izvan kruga funkcija koje imaju mehanizmi obrane. Sublimacija je, uz ostalo, fundamentalan ishod borbi između različitih psiholoških agencija čovjeka i ona igra važnu ulogu u zdravom psihološkom funkcioniranju jedinke u društvu. U biti, sublimacija se pripisuje procesu u kojem se energija investirana u spolni cilj okreće u drugom smjeru, koji je aseksualan i od velike društvene vrijednosti.